# شراف (ليبيا)
شُراف( الشُراف، الشوراف): هي بلدة صحراوية في شعبية الواحات، منطقة برقة، في شمال شرق ليبيا.

من عام 2001 إلى عام 2007، كانت جزءًا من شعبية أجدابيا. كانت في السابق( 1983-1987) جزءًا من شعبية جالو(البلدية).